# 봉의 9

라이더-웨이트 타로 덱에서 봉의 9

봉의 9는 소 아르카나 타로 카드이다.

## 점술 목적
어려운 위치를 훈육하라. 모든 반대파가 패배한다. 공격이나 역경에 직면하는 용기와 제거할 수 없는 안정성. 좋은 건강.
역위치 - 부족하거나 줄 수 없다. 추구하는 계획은 비실용적인 특성으로 인해 실패할 운명이다. 지연과 혼란. 카드가 건강 상태가 좋지 않거나 나쁜 것으로 나타날 수 있다. 더 이상 안전한 위치가 아니다. 성격 결함은 실제로 조화의 보좌에 발판이 될 수 있다.

## 주요 의미
봉의 9의 주요 의미:
- 두려움
- 조심성
- 수비
- 영구 보안
- 내면의 힘